# Bilina (Veselíčko)
Bilina, bis 1961 Bílina (deutsch Bilin, früher Bylina) ist ein Ortsteil der Gemeinde Veselíčko in Tschechien. Er liegt acht Kilometer südlich von Milevsko in Südböhmen und gehört zum Okres Písek.

## Geographie
Bilina befindet sich im Süden der zum Mittelböhmischen Hügelland gehörigen Milevská pahorkatina. Das Dorf liegt am linken Ufer des Baches Bilinský potok (Borowaner Bach), der südlich von Bilina im Teich Pilný gestaut wird. Nordöstlich erhebt sich die Kupa (503 m), im Osten die Na Vartě (480 m) und nordwestlich der Šlahoun (514 m). Durch Bilina führt die Staatsstraße II/105 zwischen Milevsko und Bernartice.
Nachbarorte sind Prachov, Libeňák, Okrouhlá und Křižanov im Norden, Zálší, Jestřebice und Ráb im Nordosten, Popovec und Kolíšov im Osten, U Pohodnice und Bernartice im Südosten, Bilinka, Svatkovice und Bojenice im Süden, Hájny, Horní Rastory, Křenovice, Podolí I und Myslivna im Südwesten, V Soudném, Podolí, Hajnice, Jižiny und Jetětice im Westen sowie Stehlovice, U Zárubů und Veselíčko im Nordwesten.

## Geschichte
Archäologische Funde belegen eine frühzeitliche Besiedlung des Gemeindegebietes. Im Jahre 1930 wurde zwischen Bilina und Veselíčko ein bronzezeitliches Depot aus der Zeit um 1500 v. Chr. entdeckt. Die ursprünglich 32 Bronzemasseln lagen in einer großen verzierten Keramikschale; 26 davon befinden sich heute im Museum von Milevsko und vier im Prager Nationalmuseum.
Die Ersterwähnung des Ortes erfolgte am 6. Januar 1215 in einer Schenkungsurkunde König Ottokar I. Přemysls, in der dieser dem Prämonstratenserkloster Mühlhausen die Dörfer Belína und Posretin sowie einen Anteil von Kdešice überließ. Das Kloster wurde am 23. April 1420 von den Hussiten zerstört. Danach schlug der Klingenberger Burggraf Jan Hájek von Hodětín die verwaisten Klostergüter als Herrschaft Mühlhausen der königlichen Herrschaft Klingenberg zu. Nachdem im Jahre 1430 Hussiten die Burg Klingenberg belagerten, verpfändete König Sigismund die Herrschaft 1431 an Ulrich II. von Rosenberg, weil er befürchtete, dass sein Burggraf Kunata Kapléř recht bald zu den Aufständischen überlaufen würde. Heinrich V. von Rosenberg, der die überschuldete Herrschaft 1472 übernommen hatte, verkaufte am 28. September 1473 ein Viertel der Besitzungen des Hauses Rosenberg, darunter auch das Klingenberger Pfand, seinem Vetter Bohuslav V. von Schwanberg. Aus dem Klingenberger Rechnungsbuch von 1504 bis 1505 geht hervor, dass Bilina zusammen mit Veselí und Křižanov der niederen Gerichtsbarkeit des Schultheißen von Stehlovice unterstand. Nachdem Christoph von Schwanberg 1534 verstorben war, erfolgte 1540 eine Teilung der Klingenberger Güter, wobei sein zweitältester Sohn Johann von Schwanberg die Herrschaft Mühlhausen erhielt. Zu dieser gehörten neben Bilina u. a. auch die Dörfer Stehlovice, Veselí, Branice, Křižanov, Rukáveč, Velká, Kučeř und Květov. Im Jahre 1559 erbte Johanns Sohn Christoph von Schwanberg die Herrschaft Mühlhausen. Nach dem Tode seines Onkels Heinrich fiel ihm 1574 auch die Herrschaft Klingenberg zu. Am 1. Dezember 1575 verkaufte er die Dörfer Veselí, Křižanov und Bilina, das Gut Kdešičky sowie Anteile von Kluky und Klucké Březí an Bohuslav Kalenitzky von Kalenitz auf Chřešťovice, der diese zu einem Gut zusammenschloss und in Veselí einen Herrensitz errichten ließ. Nach seinem Tode wurde das Allodialgut Veselí 1600 seinen beiden Söhnen zugeschrieben. Im Jahre 1630 erfolgte in der Landtafel die Überschreibung an Adalbert Hynko von Sternberg, dabei wurde das Gut zur Unterscheidung vom gleichnamigen Veselí, das ebenfalls im Bechiner Kreis lag, in Veselíčko umbenannt. Kurz darauf erwarb Franz von Sternberg auf Bechin das Gut. Dieser überließ Veselíčko 1635 dem Erzieher seiner Kinder, Alexander Günterthal (Ghindertael bzw. van Gindertael). Dessen Erben verkauften das Gut 1661 an Jodocus Wulff Ritter von Schwartzenwolf. Die Familie Wulff von Schwartzenwolf verkaufte das Gut 1751 Anton Chlumčanský von Přestavlk und Chlumčan. Im Jahre 1783 veräußerte der kinderlose Johann Nepomuk Chlumčanský das Gut Veselíčko seinem Schwager Josef Bretfeld zu Kronenburg. Im Jahre 1792 wurde der Schulunterricht in Veselíčko aufgenommen. 1797 wurde in Veselíčko eine Expositur der Pfarre Bernartice und 1801 ein Kaplanat eingerichtet. 1820 erbte Josef Bretfelds Sohn Franz Josef Freiherr von Bretfeld-Chlumčanský zu Kronenburg Veselíčko. Franz Josef Bretfeld zu Kronenburg verstarb 1839 kinderlos in Wien, das Erbe fiel seinen beiden Neffen zu. Im Jahre 1840 bestand Bylina aus 18 Häusern mit 158 Einwohnern, darunter einer Israelitenfamilie. Die Haupterwerbsquelle bildete die Landwirtschaft. Pfarrort war Weseličko. Am 1. Mai 1843 verkauften Bretfeldschen Erben das Gut an Johann Nepomuk Nádherný. Bis zur Mitte des 19. Jahrhunderts blieb das Dorf immer dem Allodialgut Weseličko untertänig.
Nach der Aufhebung der Patrimonialherrschaften bildete Bílina/Bylina ab 1850 einen Ortsteil der Gemeinde Křižanov im Bezirk und Gerichtsbezirk Milevsko. 1890 löste Bilina sich von Křižanov los und bildete eine eigene Gemeinde. Im Jahre 1901 verkaufte die Familie Nádherný das Gut Veselíčko an den Unternehmer Ferdinand Přibyl. Ab 1924 wurde erneut Bílina als amtlicher Ortsname verwendet. Im Jahre 1925 bildete sich die Freiwillige Feuerwehr. 1948 wurde die Familie Přibyl enteignet. Nach der Aufhebung des Okres Milevsko wurde Bílina Ende 1960 dem Okres Písek zugeordnet. 1961 wurde das Dorf nach Veselíčko eingemeindet, seit dieser Zeit führt der Ort den Namen Bilina. Am 1. Januar 1988 wurde Bilina zusammen mit Veselíčko nach Branice eingemeindet. Beide Dörfer lösten sich zum 1. Juli 1990 wieder von Branice los und bildeten die Gemeinde Veselíčko. Im Jahre 1991 hatte Bilina 57 Einwohner, beim Zensus von 2001 lebten in den 37 Wohnhäusern 79 Personen.

## Sehenswürdigkeiten
- Kapelle des hl. Adalbert, errichtet 1917 anstelle eines Glockenturmes
- Kreuz vor der Kapelle
- Wegekreuz an der Straße nach Bernartice

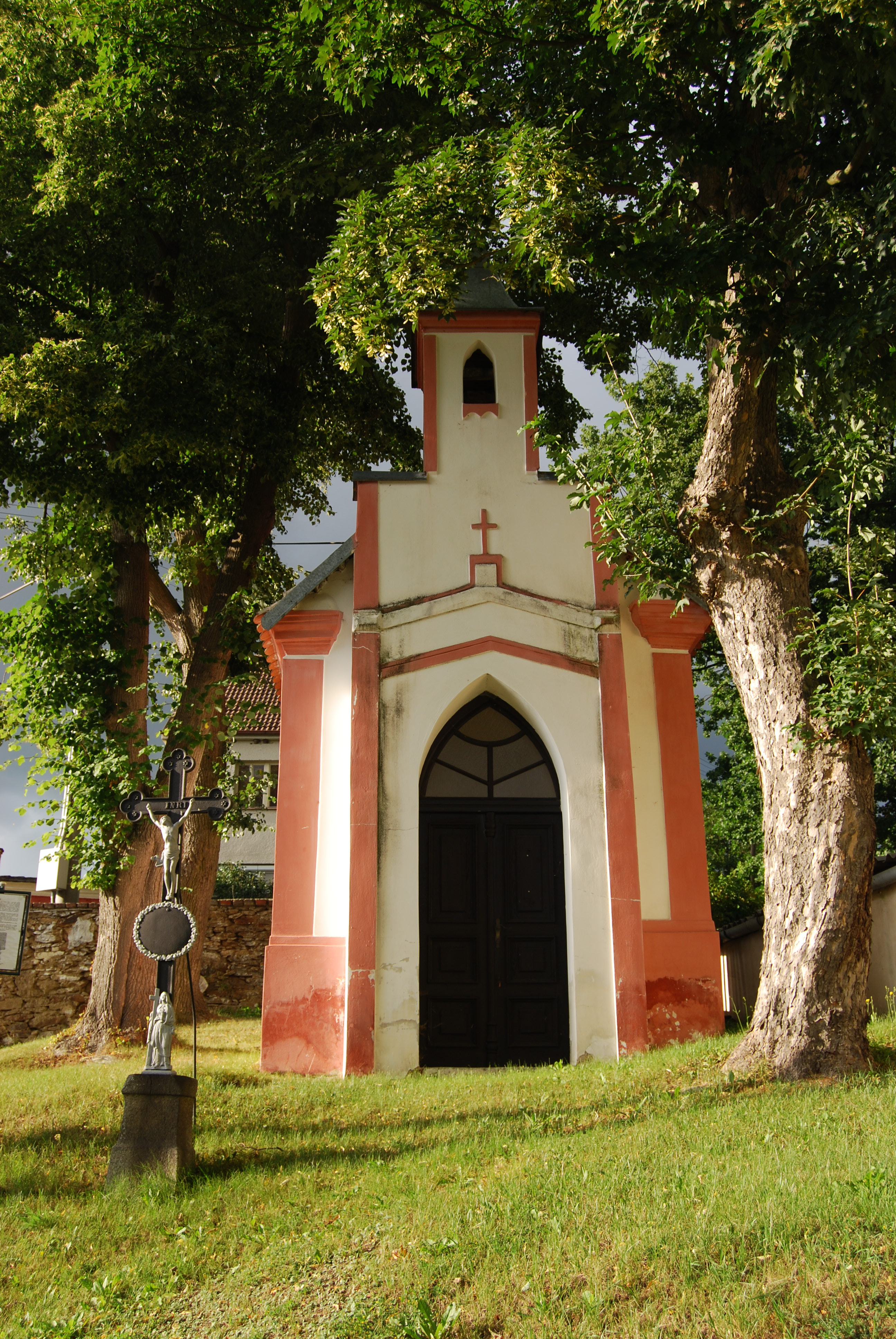
Kapelle des hl. Adalbert
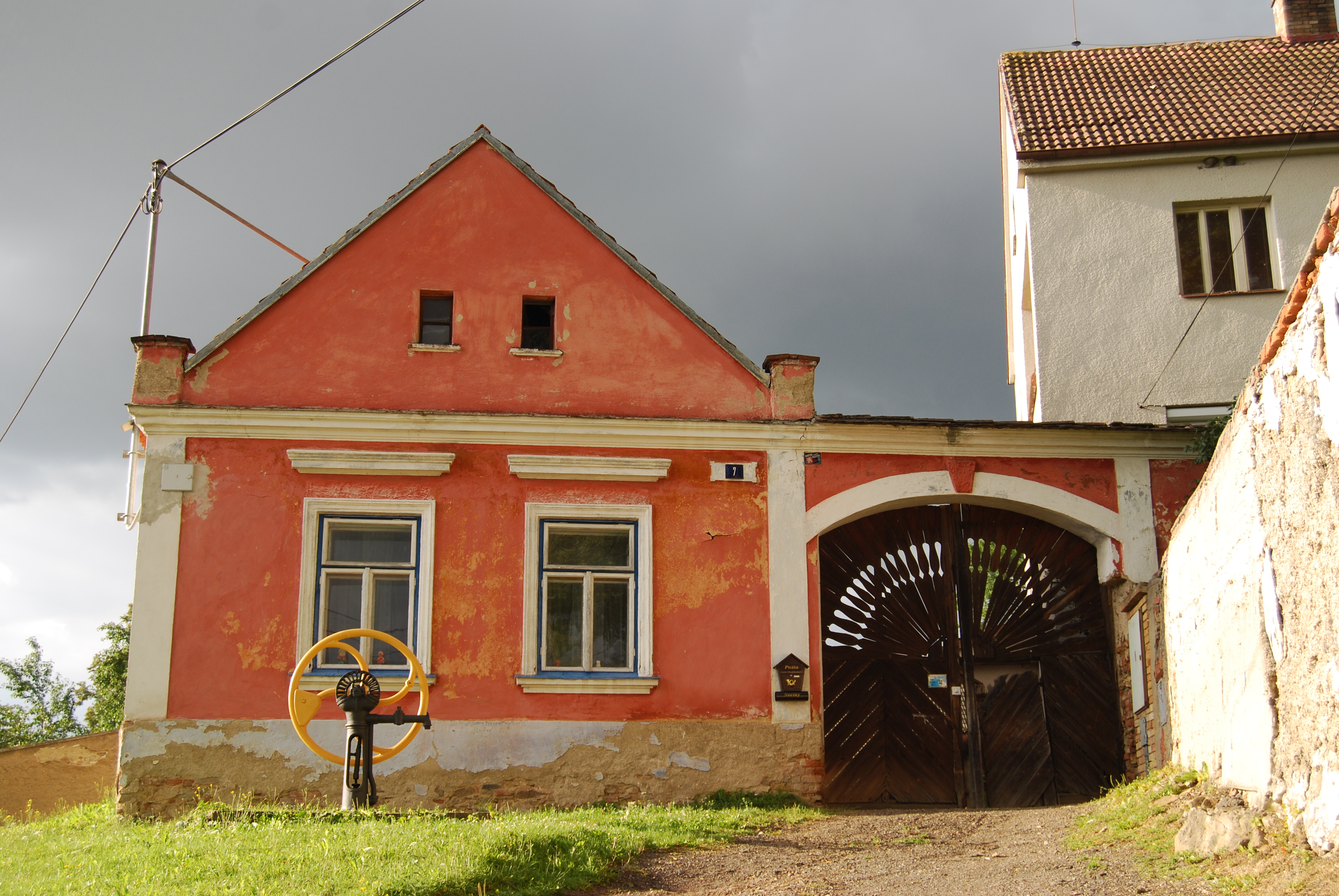
Gehöft in Bilina
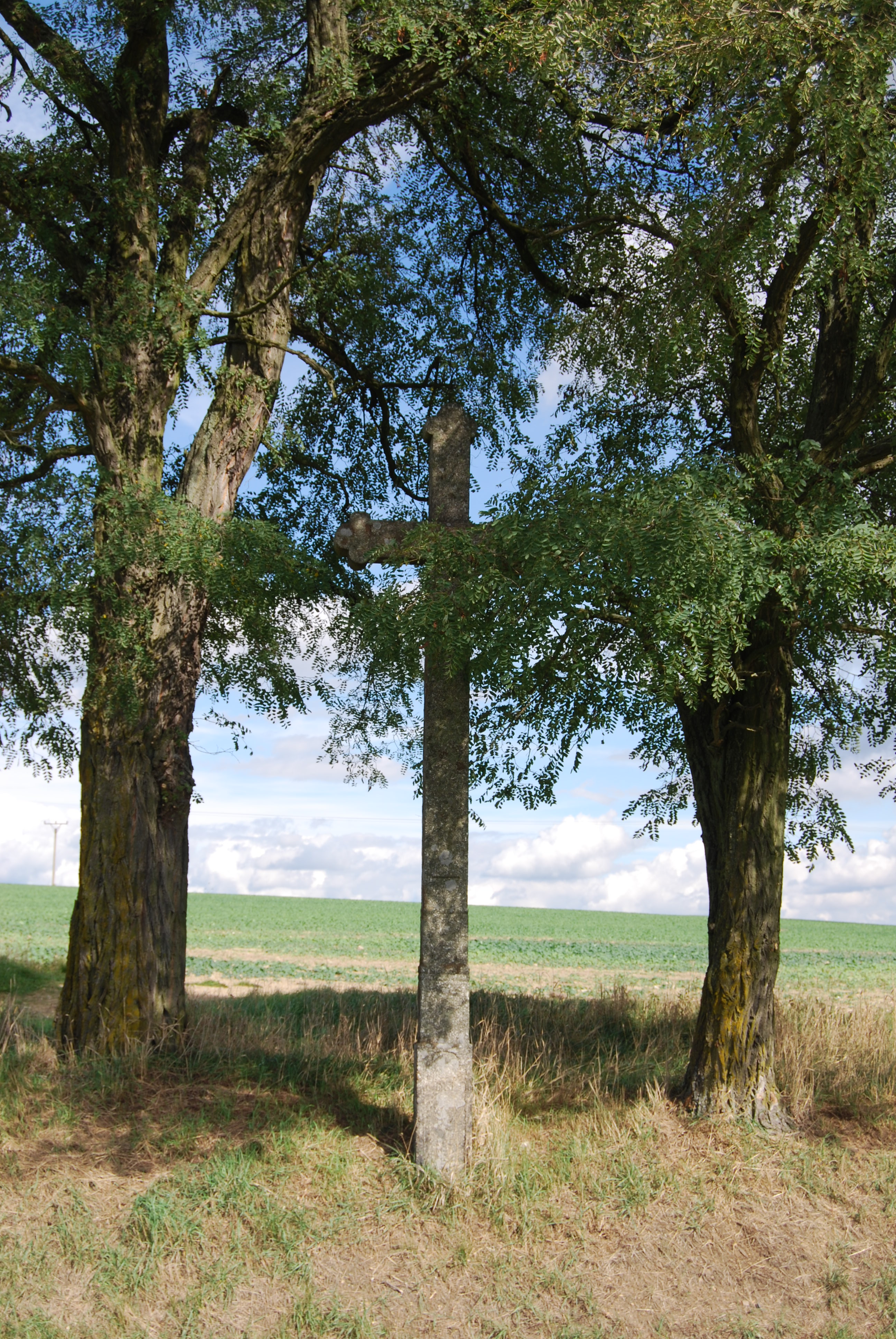
Kreuz an der Straße nach Bernartice